# Alephia 2053
Alephia 2053 és un llargmetratge d'animació en àrab del 2021 de l'artista libanès Jorj Abou Mhaya. La pel·lícula tracta d'un país àrab de ficció anomenat Alephia, escenari d'una revolució que va enderrocar el dictador Aleph II, el 2053.

## Sinopsi
La pel·lícula està ambientada en el futur, en un país àrab políticament deprimit governat per un dictador, Aleph II.Comença revelant un futur distòpic i després se centra en un grup d'activistes que, amb el suport de la població, enderroquen un règim opressor.

## Títol
Alephia és el nom d'un país àrab de ficció, format a partir d'aleph, la primera lletra de l'alfabet àrab i “ia” (o “ya”), l'última lletra d'aquest alfabet.
El director explica que va escollir “Aleph” “perquè als països àrabs, totes les famílies que tenen el poder tenen un nom que comença per Al o El”, per tant per aleph, per exemple, la família el-Assad (a Síria), Al-Sisi (a Egipte), Omar al-Bashir (al Sudan), al Saud (a l'Aràbia Saudita).

## Anàlisis
L'Orient-Le Jour la va descriure com la primera pel·lícula de ficció animada de llarga durada per a adults en àrab. Euronews la va anomenar una petita revolució en el cinema i l'animació àrabs. El diari espanyol El Mundo el va considerar la versió àrab Blade Runner. Per al crític de cinema libanès Elias Doummar, "Alephia 2053" és una "fita (en la història) de l'animació àrab".
Segons el productor Rabih Sweidan, la repressió, resistència i la revolució a Alephia 2053 no expliquen la història d'un país concret, sinó que s'inspiren en condicions socials comunes arreu del món.
Diverses fonts han descrit els esdeveniments que es desenvolupen al llargmetratge com a similars als esdeveniments de la Primavera Àrab de 2011.

## Recepció
El llargmetratge es va fer viral a YouTube i altres serveis de streaming després del seu llançament el març de 2021. A partir del 29 d'abril, havia acumulat més de 8 milions visualitzacions a YouTube.

## Producció
El llargmetratge d'animació ha estat creat per una empresa libanesa, Spring Entertainment, l'estudi de producció de Spring Communications amb el suport parcial de l'estudi d'animació francès Malil'Art. La banda sonora d'Alephia i la majoria de les seves animacions gràfiques es van fer al Líban. La pel·lícula va ser produïda per Rabih Sweidan i Marwan Harb i il·lustrada i dirigida per Jorj Abou Mhaya.